# Phymatodes nitidus
Phymatodes nitidus es una especie de escarabajo longicornio del género Phymatodes, tribu Callidiini, familia Cerambycidae. Fue descrita científicamente por LeConte en 1874.
Se distribuye por Canadá, Estados Unidos y México. Mide 3,5-10 milímetros de longitud. El período de vuelo ocurre en los meses de marzo, abril, mayo, junio, julio y agosto. Parte de su dieta se compone de plantas de las familias Cupressaceae y Pinaceae.